# أريلد لوند
أريلد لوند (بالنرويجية البوكمول: Arild Lund )‏ (و. 1940  م) هو سياسي نرويجي، هو عضوٌ حزب المحافظين النرويجي.

## مناصب
تولى منصب عمدة لارفيك (1988–1991)
- mayor of Tjølling ‏ (1980–1987)
- عضو برلمان النرويج  [لغات أخرى]‏

.